# Glyfosaat
Glyfosaat (ISO-naam) is een organische fosforverbinding die als niet-selectief systemisch totaalherbicide zeer ruim toegepast wordt. Het Amerikaanse bedrijf Monsanto bracht het product in de jaren 70 als isopropylammoniumzout op de markt onder de naam Roundup. Het octrooi op glyfosaat is verlopen in 2000, en verschillende producenten bieden allerlei preparaten aan op basis van glyfosaatzouten.
Glyfosaat blokkeert de syntheseroute van shikiminezuur, een stofwisselingsroute die niet bij dieren voorkomt. Deze stofwisselingsroute is in planten een belangrijke route voor de synthese van aromatische aminozuren, co-enzym Q10, tocoferolen, naftochinonen (inclusief de vitamines uit de K-groep), alkaloïden en heterocyclische natuurstoffen.
Glyfosaat gedraagt zich als een één- dan wel tweewaardig zuur door de aanwezigheid van de fosfonzuurgroep en de carbonzuurgroep enerzijds en de basische aminegroep anderzijds. Van glyfosaat zijn talrijke zouten bekend met gelijkaardige werkzaamheid: onder andere glyfosaat-diammonium, glyfosaat-isopropylammonium, glyfosaat-monoammonium, glyfosaat-kalium, glyfosaat-sesquinatrium en glyfosaat-trimesium.

## Toepassingen
In de landbouw wordt glyfosaat gebruikt ter bestrijding van eenjarige breedbladige onkruiden en grassen op akkers die in concurrentie zouden treden met het beoogde gewas. Het is een systemisch contactherbicide waarbij men, door de snelle inactivering van glyfosaat na contact met de meeste bodems, 
vrij snel na toepassing hiervan gewassen kan planten of zaaien.
Monsanto ontwikkelde ook verschillende genetisch gemodificeerde variëteiten van landbouwgewassen die resistent zijn tegen het middel, onder andere soja, maïs en aardappel. Hierdoor kan ook na de opkomst en in principe tijdens heel de groeicyclus van het gewas glyfosaat gebruikt worden zonder het gewas te schaden.
Inmiddels worden steeds meer onkruiden resistent voor glyfosaat.
Naast het gebruik in de land- en tuinbouw is het gebruik door verschillende overheden zeer aanzienlijk. Het wordt onder meer gebruikt om spoorwegen en autosnelwegen onkruidvrij te maken. Verder is glyfosaat een van de meest voorkomende actieve bestanddelen in de herbicidepreparaten voor het particuliere gebruik.
Glyfosaat wordt ook gebruikt in het natuur- en bosbeheer voor de bestrijding van ongewenste vegetatie zoals invasieve of uitheemse plantensoorten die de plaats innemen van de inheemse soorten. In het Verenigd Koninkrijk wordt glyfosaat in waterlopen gebruikt om naaldkruid te bestrijden.

## Toxiciteit
Glyfosaat wordt door het IARC bij mensen als waarschijnlijk carcinogeen beoordeeld. Volgens het Amerikaanse Environmental Protection Agency en Europees Chemicaliënagentschap (ECHA) is glyfosaat niet carcinogeen. Wel is zuiver glyfosaat irriterend voor de ogen en in mindere mate ook voor de huid. Glyfosaat heeft een lage acute toxiciteit, ook voor bijen, vogels of zoogdieren. Oplosmiddelen en andere additieven in bestrijdingsmiddelen op basis van glyfosaat kunnen de toxische eigenschappen versterken.
In januari 2015 concludeerde het Duitse Bundesinstitut für Risikobewertung (BfR) na een review van de beschikbare gegevens dat glyfosaat bij laboratoriumdieren geen carcinogene of mutagene kenmerken toont en het ook geen effect heeft op de vruchtbaarheid, voortplanting, en de ontwikkeling van een embryo of foetus. Ook uit epidemiologische studies bij mensen kon geen bewijs gevonden worden voor carcinogeniteit, of effecten op de vruchtbaarheid, voortplanting en neurotoxiteit. In maart 2015 categoriseerde het IARC glyfosaat als 'waarschijnlijk carcinogeen voor mensen' (groep 2A). Volgens het BfR was die beslissing gebaseerd op slechts een aantal studies en wordt het niet bevestigd door het vaak geciteerde cohortonderzoek "Agricultural Health Study" of andere studies.
In 2019 verschenen berichten in de pers dat in de VS al tienduizenden rechtszaken tegen Monsanto zijn aangespannen door mensen die zeggen dat zij kanker hebben gekregen door het gebruik van Roundup. In verschillende rechtszaken waren al tientallen miljoenen aan schadevergoeding toegewezen.

## Mogelijke risico's
Uit een onderzoek in 2002 bleek dat Roundup een vertragend effect had op de embryonale celdelingen bij zee-egels. Glyfosaat in zijn pure vorm bleek geen nadelige invloed te hebben en het effect was dus te wijten aan de hulpstoffen in de formulering, voornamelijk detergenten.
Uit een analyse uitgevoerd door het Medizinisches Labor Bremen van 182 urinemonsters uit 18 Europese landen bleek dat bij gemiddeld 44% van de onderzochte stalen kwantificeerbare hoeveelheden glyfosaat aangetroffen werden. De gemeten waarden lagen echter 1000 maal lager dan de Europese limiet van 0,3 mg per kg lichaamsgewicht per dag en 3500 maal lager dan de norm van 1 mg gehanteerd door het wereldvoedselagentschap. In de meeste monsters werden glyfosaatconcentraties gevonden lager dan de detectielimiet en de hoogste waarde was minder dan 2 µg per liter. In deze concentraties worden nadelige gezondheidseffecten zeer onwaarschijnlijk geacht. Verschillende wetenschappers uitten kritiek op deze studie. Deze zou wetenschappelijk onbetrouwbaar zijn door de gebruikte methodologie. Tevens is er geen onafhankelijke kwaliteitsbevestiging van de studie, omdat peerreviewed-publicaties ervan ontbreken.
Glyfosaat wordt in verband gebracht met een versnelde dood van bijen, de ziekte van Parkinson en het blijkt 'in bepaalde hoeveelheden kankerverwekkend' te zijn. Syngenta hield een studie naar glyfosaat en hersenschade meer dan twintig jaar verborgen.

### Monsanto papers
Uit interne mails van het Amerikaanse bedrijf Monsanto, die door een Amerikaanse rechtbank in maart 2017 werden uitgebracht, bleek dat Monsanto als ghostwriter optrad voor literatuurstudies die de schadelijkheid van glyfosaat betwistten. In de Verenigde Staten werd Bayer als rechtsopvolger van Monsanto al twee keer veroordeeld in individuele zaken tot het betalen van een schadevergoeding van circa 80 miljoen dollar aan een ziek geworden gebruiker. In 2020 trof Bayer een miljardenschikking met Amerikanen die claimen dat onkruidbestrijder Roundup kanker veroorzaakt.

## Europese Unie
In de Europese Unie werd eind november 2017 besloten de vergunning voor glyfosaat met vijf jaar te verlengen. Niettemin mogen de afzonderlijke EU-lidstaten glyfosaat verbieden. Op 16 november 2023 werd die termijn nog eens 10 jaar verlengd.
Op basis van een brede beoordeling van wetenschappelijk bewijs van het comité voor risicobeoordeling (RAC) van het Europees agentschap voor chemische stoffen ECHA is gebleken dat de beoordeling dat glyfosaat kankerverwekkend is, niet gerechtvaardigd is.

### Nederland
In september 2011 nam de Tweede Kamer een motie aan om glyfosaat in Nederland te verbieden voor niet-commerciële doeleinden. Het verbod is door het ministerie van Infrastructuur en Milieu uitgewerkt in het Actieplan Duurzame Gewasbescherming en de nota Gezonde Groei, Duurzame Oogst. Het ministerie was voornemens om het professionele gebruik van gewasbeschermingsmiddelen op verhardingen en particulier gebruik per november 2015 te verbieden. Een verbod op het professionele gebruik op sport- en recreatieterreinen en parken stond gepland voor november 2017. In 2015 bleek echter dat een verbod politiek niet haalbaar was. Het middel is sindsdien in Nederland toegestaan voor gebruik door boeren, telers en particulieren. Toepassing op openbaar toegankelijk terrein is echter verboden, spoorwegen en vliegvelden uitgezonderd. Op 7 september 2023 heeft de Tweede Kamer een motie van de Partij voor de Dieren aangenomen die de demissionaire minister van LNV oproept om in het Europese Parlement tegen de nieuwe toelating van glyfosaat te stemmen.

### België
In België is het gebruik van glyfosaat voor particulieren sedert de zomer van 2017 verboden. Voor een volledig verbod op de verkoop (en het gebruik in de landbouw) is een federale wet in voorbereiding.

### Frankrijk
Sinds januari 2019 zijn de verkoop, distributie en het gebruik van Roundup 360 verboden in Frankrijk. Vrijstellingen voor boeren werden later doorgevoerd.

### Oostenrijk
In juli 2019 stemde het Oostenrijkse parlement voor een verbod op glyfosaat voor iedereen. Hiermee is Oostenrijk het eerste land in de EU dat het gebruik van de onkruidverdelger verbiedt voor iedereen.

### Duitsland
In september 2019 heeft het Duitse ministerie van Milieu aangekondigd dat het gebruik van glyfosaat vanaf eind 2023 verboden zal worden. Het gebruik van herbiciden op basis van glyfosaat wordt vanaf 2020 verminderd.

## Pelargonzuur
Doordat Roundup met glyfosaat in meerdere landen werd verboden, besloot de Duitse chemiereus Bayer om Roundup vanaf 2019 voortaan met pelargonzuur als actief bestrijdingsmiddel te verkopen.
Pelargonzuur is een natuurlijk middel, maar het verzuurt de bodem en het oppervlaktewater. De verpakking van diverse producten vermeldt daarom om minimaal tien meter afstand van sloten en afvoerputjes te houden.